# Гянджинський історико-краєзнавчий музей
Гянджинський історико-краєзнавчий музей імені Нізамі Гянджеві (азерб. Nizami Gəncəvi adına Gəncə Tarix-Diyarşünaslıq Muzeyi) — музей у місті Гянджа в Азербайджані, заснований 1924 року. Нинішня територія музею — 972 м², на яких розташовано більш ніж 30 000 експонатів.

## Історія музею
Музей створено 1924 року з ініціативи та зусиллями вчителів і студентів Гянджинської педагогічної семінарії. Серед студентів, які виступили з ініціативою відкриття в Гянджі музею, були Ісхак Джафарзаде, С. Сеїдов, Ф. Меліков та інші. Спочатку в музеї було створено два відділення: сільського господарства та краєзнавчий, у яких демонструвалося близько півтисячі експонатів.
1927 року німецький археолог Якоб Гуммель провів археологічні розкопки в Ханларському районі (сучасний Гейгельський район), а саме на території річки Гянджачай. Частину знайдених експонатів Гуммель подарував у Ханларський краєзнавчий музей, а решту відправив до Німеччини. 1961 року ліквідований краєзнавчий музей міста Ханлар приєднано до Гянджинського історико-краєзнавчого музею.
З кожним роком кількість експонатів у музеї зростала, тому 1954 року він переїхав до нового, просторішого приміщення. На той час у музеї вже було три відділення: дореволюційного та радянського періодів і краєзнавче. У семи залах музею експонувалося кілька тисяч експонатів.
1972 року, зважаючи на зростання фондів музею, керівництво міста виділило йому старовинний особняк із великою кількістю кімнат, що до Жовтневого перевороту належав Абульфат хану з роду Зіядханів, а пізніше його синові Ісмаїл Хану Зіятханову. У цьому будинку музей знаходиться й нині.

## Будівля музею
Будівлю, в якій зараз розташований музей, збудовано в XIX столітті. Вона належала нащадкам Джавад-хана, Ісмаїл-хану та Аділь-хану Зіядхановим. Аділь-хан та Ісмаїл-хан Зіядханови були синами онука Джавад-хана, Абульфат-хана Зіядханова. Аділь-хан був повноважним представником Азербайджану в Ірані, а потім емігрував до Туреччини.
Ісмаїл-хана, який був начальником ополчення Гянджі, розстріляно без слідства та суду 1920 року. Будинок, який був їхньою приватною власністю, націоналізували, як і багато інших будівель, що належали дворянським родинам. За радянських часів тут розміщувалися низка відомств та організацій. 1972 року будівлю передано Гянджинському історико-краєзнавчому музею.

## Колекція

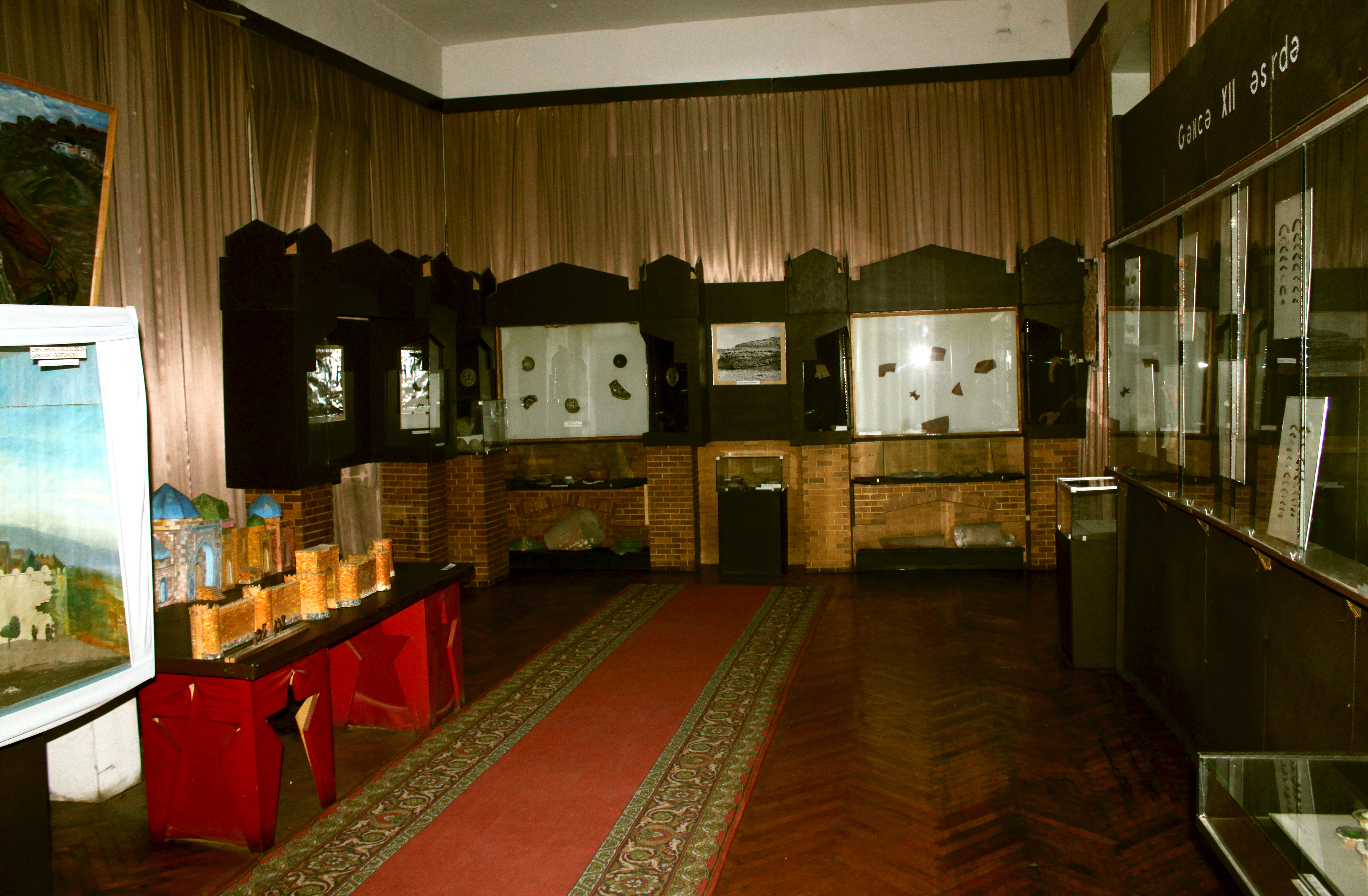
Одна із зал музею

У музеї 18 залів, у яких зберігається майже 30 тисяч предметів та експонатів, що відображають різні періоди історичного минулого регіону, починаючи від найдавніших часів. Серед найцінніших із них — посуд, зброя та прикраси бронзової доби другої половини 9-го тисячоліття до н. е., більшість із яких знайдено під час археологічних розкопок на території Гянджі та прилеглих до міста районів.
Основний фонд музею має в своєму розпорядженні 24 785 експонатів, з яких 4483 — археологічні, 1648 — етнографічні, 392 — художні, 9 — скульптурні предмети, 2753 — фотографії, 9259 — документи, 3441 — нумізматичні об'єкти.
Чималу частину колекції музею становлять експонати періоду Гянджа-Гарабахської культури (глиняний та мідний посуд). Є посуд та зброя, що належать до періоду середньовіччя, а також колекція монет, прикраси та одяг цього періоду. Центром цього відділу є прапор останнього хана Гянджі — Джавад-хана, знайдений під час його перепоховання, і низка експонатів, що належать до початку XIX століття. Одну із зал музею присвячено уродженцю міста, класику перської поезії Нізамі Генджеві.
Колекція музею поповнюється. Здебільшого до музею приносять предмети та експонати радянського періоду (1920—1990-ті роки): домашнє начиння, книги, журнали, газети, монети тощо. Одним із найцінніших експонатів, придбаних останніми роками, стала збірка поезій уродженця міста Мірзи Шафі Вазеха, надрукована 1872 року в Берліні.
Нині музей складається з двох відділень: стародавній період та сучасна епоха. Перше відділення охоплює історію від найдавніших часів до кінця XIX століття.

## Галерея

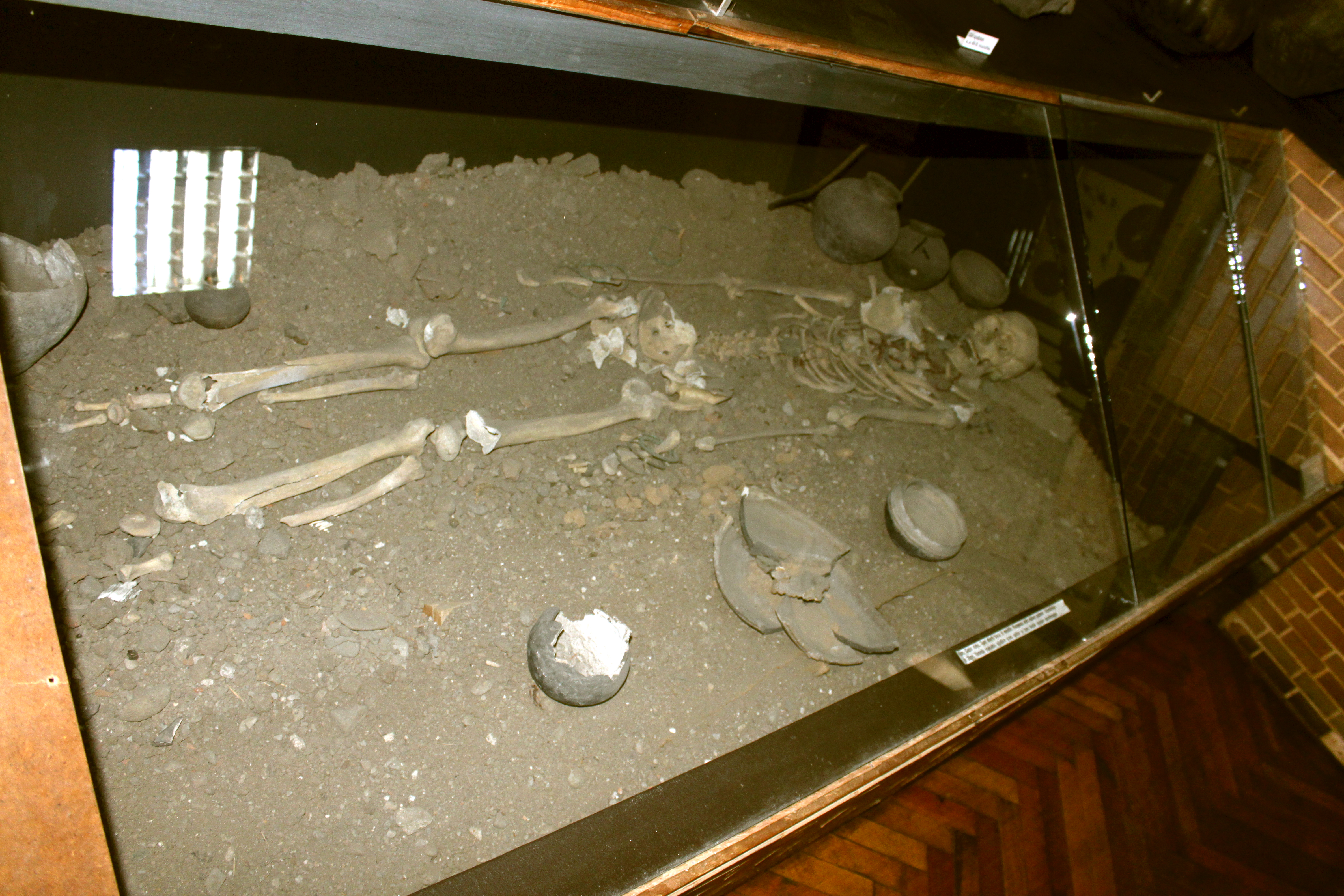
Могила бронзової доби з Гаргалартепесі[az]
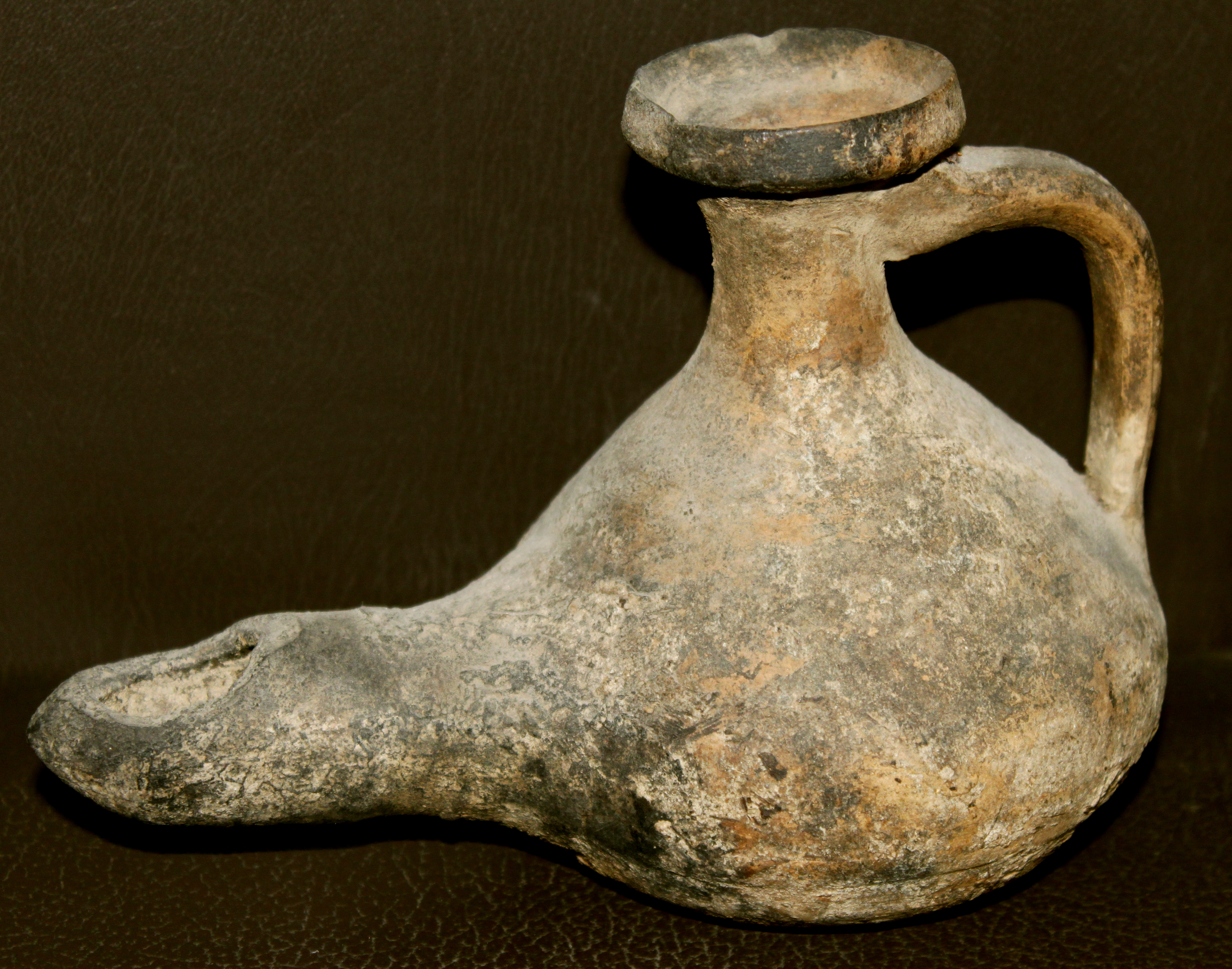
Глиняний посуд, знайдений на території мавзолею Нізамі Гянджеві
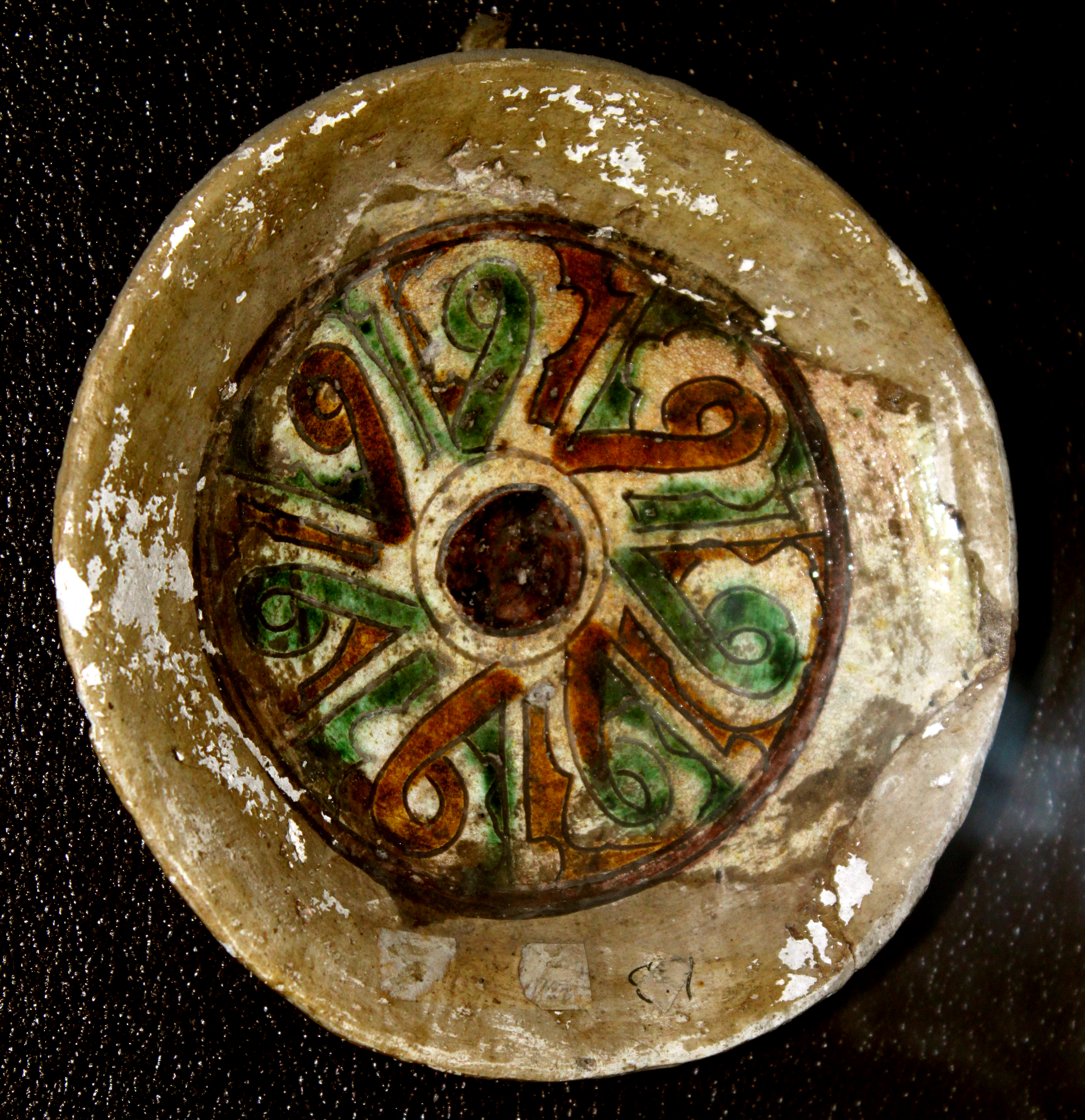
Глиняний посуд, знайдений на території Старої Гянджі[az]
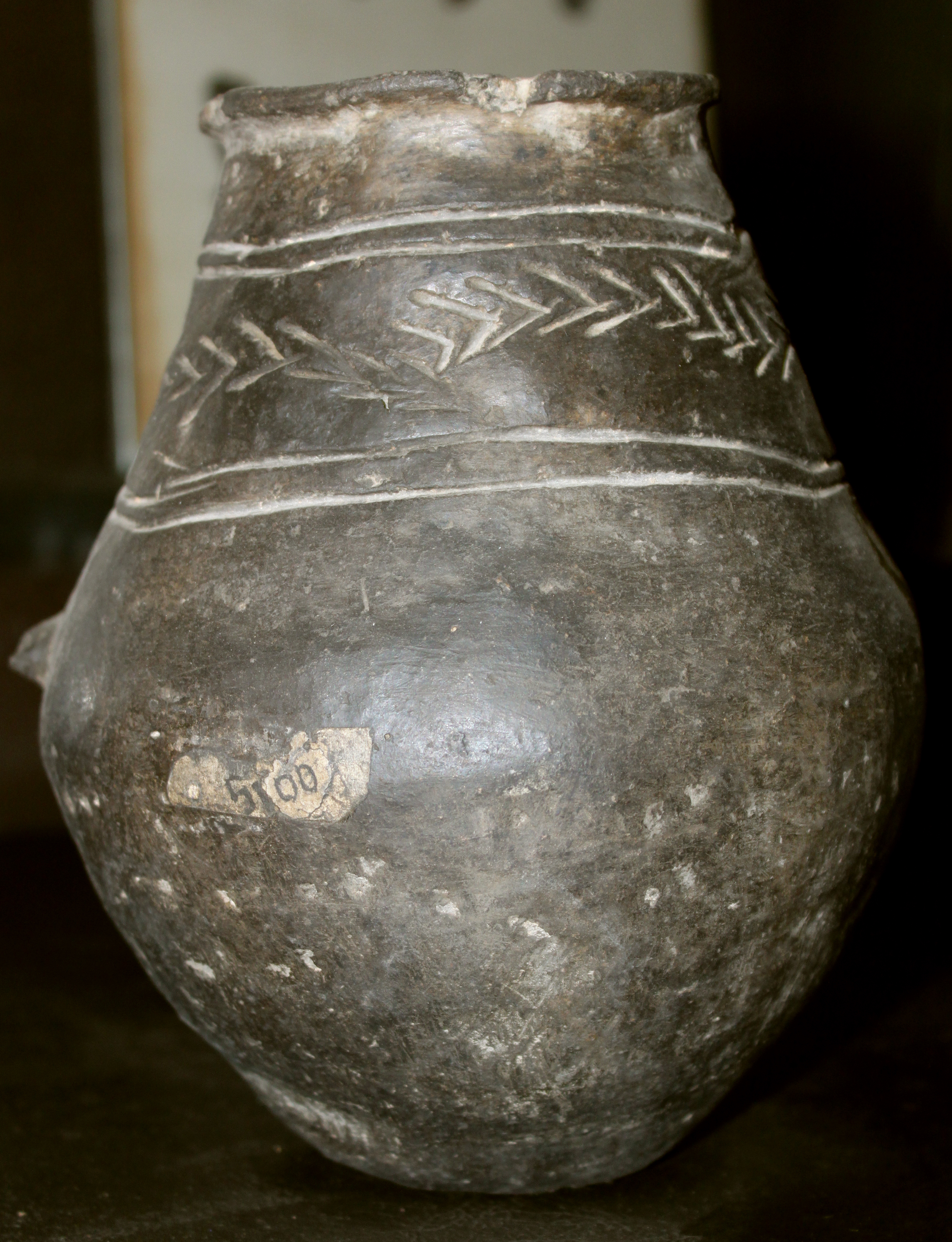
Глиняний посуд з Агдамського району. Лейлатепінська культура[ru]
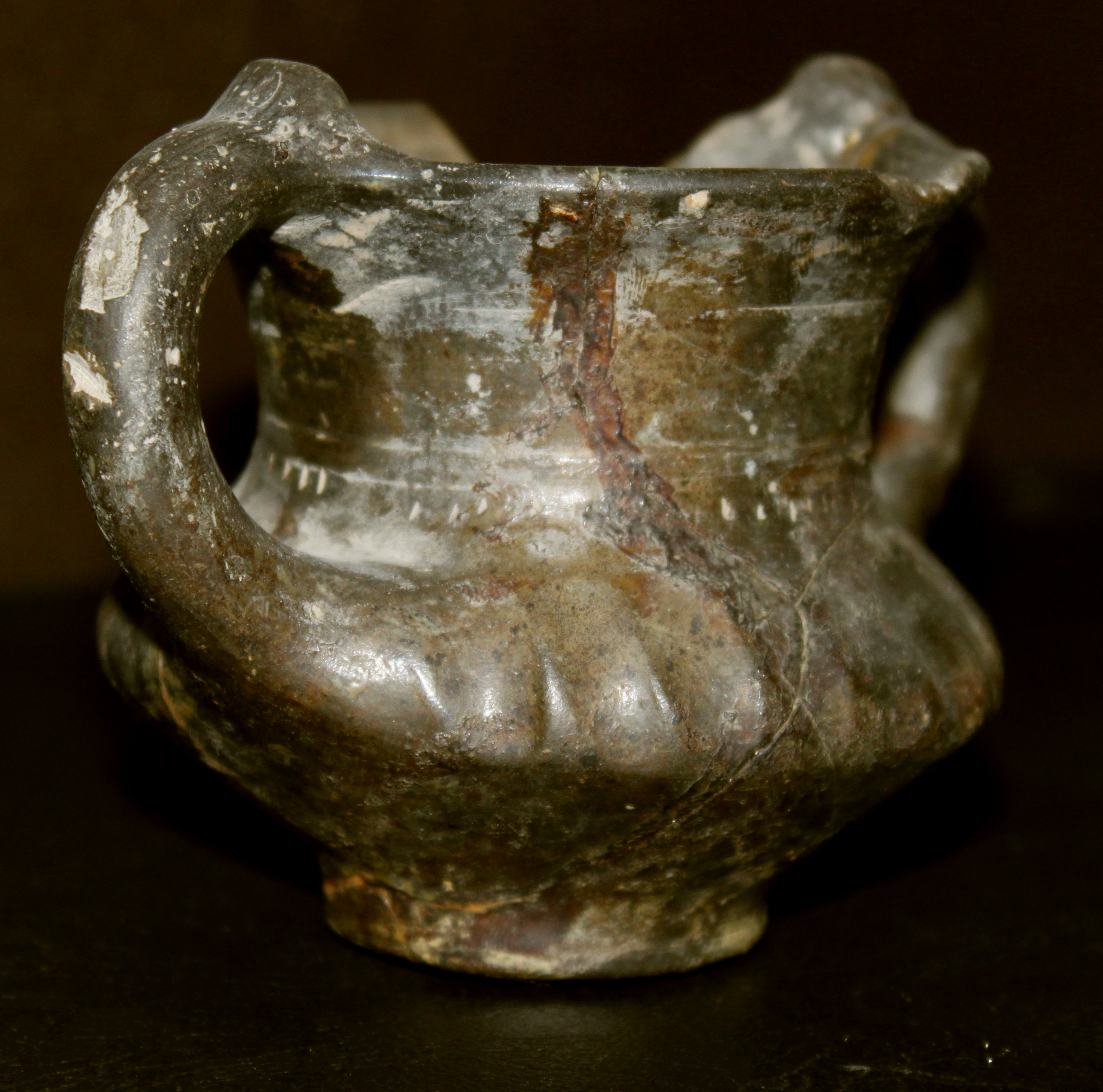
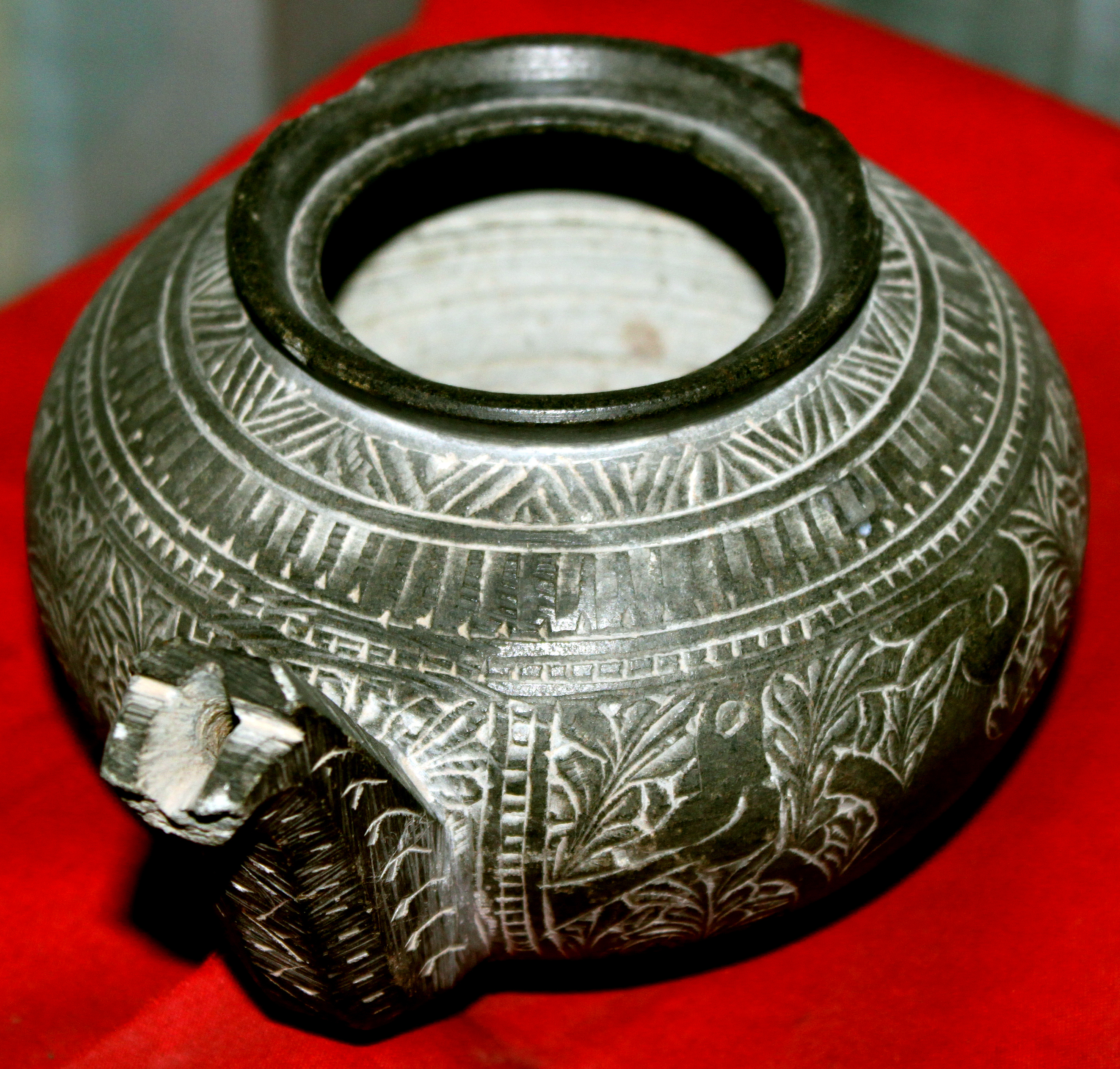
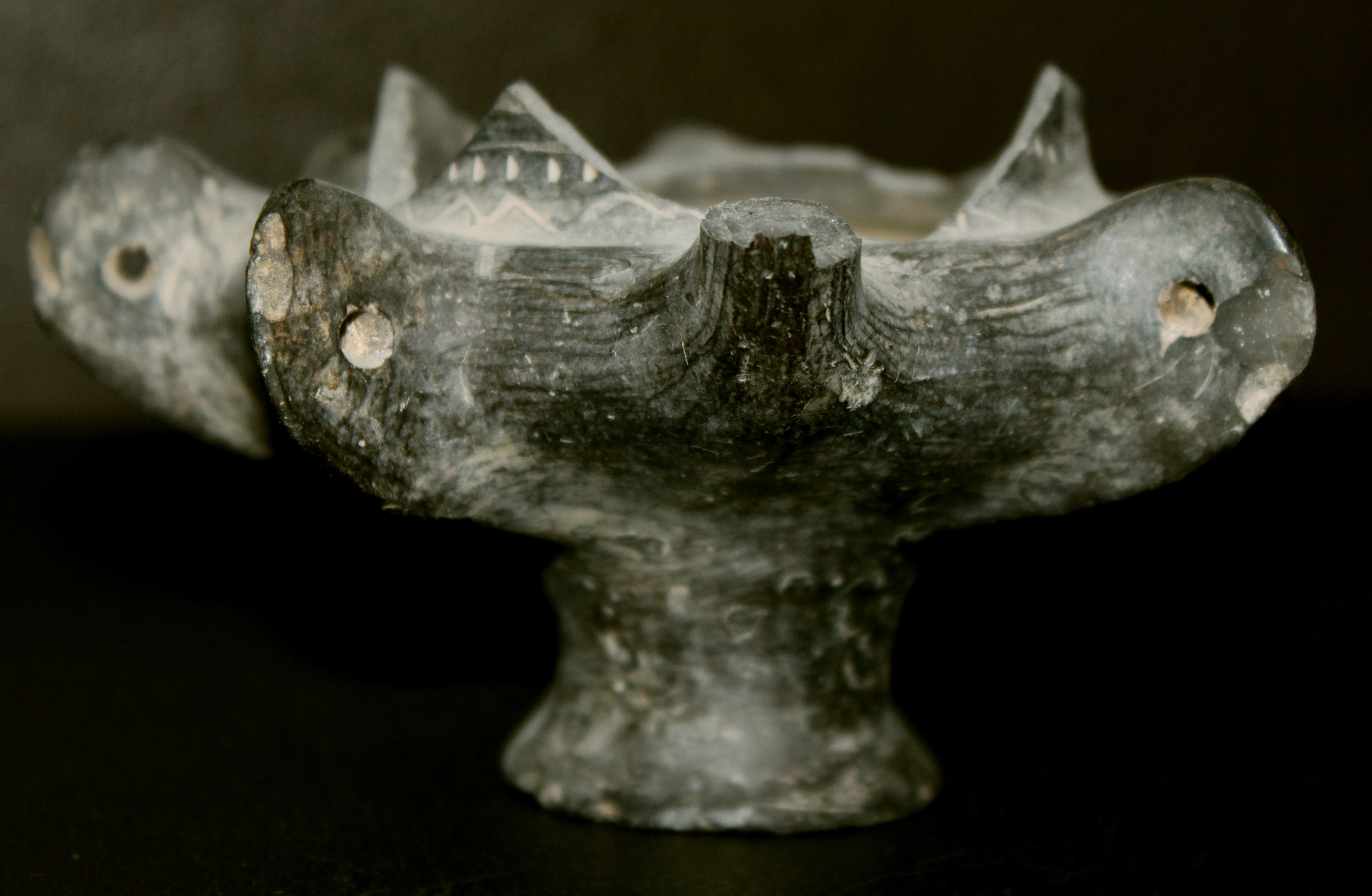